# Luís Pinto de Carvalho
Luís Pinto de Carvalho  (Salvador, 31 de março de 1877 — Salvador, 20 de outubro de 1965), foi um médico, professor, jornalista  e escritor, brasileiro, fundador da Cadeira 24 da Academia de Letras da Bahia.

## Biografia
Filho de Luís da França Pinto de Carvalho, fundador do Colégio Sete de Setembro.
Matriculou-se na Faculdade de Medicina da Bahia, pela qual recebeu o grau de doutor em Medicina, em 17 de dezembro de 1898. 
Desde os bancos acadêmicos, demonstrou grande inclinação para a  literatura e as artes.
Em 1900 submeteu-se ao concurso para professor assistente de Clínica Pediátrica, da qual foi professor efetivo.
Autor de numerosos trabalhos científicos e literários exerceu as atividades de médico, professor, jornalista, orador, polemista e crítico de arte.
Em 1945, aposentou-se, recebendo em 1946 o título de Professor Emérito da FAMEB. Entre suas obras científicas destacam-se: “Síndromes extra-piramidais”, “Novos conceitos da grande Histeria”, “Cholera-Morbus”, “Neurite da cauda do cavalo”.
Escreveu “Adão e Eva”, “Educação sexual”, entre outras obras. Chefiou a redação do jornal Correio do Brasil, Gazeta do Povo e foi redator-secretário de O Norte. Colaborou em O Imparcial, Jornal de Notícias, Diário de Notícias, A Tarde, entre outros.
Foi membro da Academia de Letras da Bahia, tendo sido presidente.
Faleceu em Salvador, em 20 de outubro de 1965, com 88 anos de idade.